# Pelargonium leipoldtii
Pelargonium leipoldtii är en näveväxtart som beskrevs av Knuth.. Pelargonium leipoldtii ingår i släktet pelargoner, och familjen näveväxter. Inga underarter finns listade i Catalogue of Life.